# Miss Pilot
Miss Pilot (ミス・パイロット) est un drama diffusé à la télévision japonaise par la chaîne Fuji en 2013.

## Personnages
- Maki Horikita : Haru Tezuka
- Saki Aibu : Chisato Oda
- Takumi Saito : Konosuke Kunikida
- Nanami Sakuraba : Suzu Abeno
- Nanao : Rinko Suzuki
- Shotaro Mamiya : Taiji Kishii
- Yu Koyanagi : Sho Kotori
- Ryusei Fujii : Yamada Kazuo
- Ken Shounozaki : Maya Moroboshi
- Ema Fujisawa : Kanoko Saegusa
- Saburo Ishikura : Shigeo Tezuka
- Toshie Negishi : Yoshimi Tezuka
- Iwaki Koichi : Kazutoyo Shinozaki

## Résumé
Les parents de Haru Tezuka gèrent un izakaya à Kamata. Haru est brillante, honnête et spontanée, cette dernière caractéristique lui causant des difficultés pour trouver un emploi. Après plusieurs échecs elle remarque une brochure de candidature pour devenir pilote au sein de la compagnie aérienne ANA. Haru, qui n'a jamais pris l'avion, décide de tenter sa chance et découvre sa vocation. Mais sa formation sera rude.